# 14ALL
14ALL（ワンフォーオール、英題：one four all）は、blowout Entertainment主催のボーイズグループサバイバルオーディションである。
2021年10月29日（金）からインターネットテレビ局ABEMAで配信開始。

## 概要
- 等身大な姿や楽曲性が生むJ-POPの心地よい「共感性」と近年日本でも大人気なK-POPの最高級な「アート」のREMIXをコンセプトに掲げる音楽レーベル blowout Entertainmentが手掛けるボーイズサバイバルオーディション。

- 番組とグループをプロデュースするのは、乃木坂46やHKT48などJ-POPの人気女性アーティストをメインに楽曲を提供している若手音楽クリエイター 大橋莉子 25歳。日韓のボーイズグループには極めて珍しい女性プロデューサーの起用となる。

- 人気韓国ボーイズグループSHINeeのボイストレーナーを務めた近藤章裕、TWICEのmomoの実姉として知られ東方神起のサポートダンサーとしても活躍したhanaというK-POPに所縁のある2名をトレーナーとして迎え、豪華トレーナー陣の厳しい指導のもと、全国からオーディションで選抜された14人の候補生たちが歌・ダンスを磨き、競い合う。

## 放送・配信日程

### インターネット配信
- ABEMA
  - 初回放送2021年10月29日（金）21:00より毎週金曜配信
- YouTube
  - 1話が20日よりABEMA公式YouTubeにて先行公開された。

## 評価軸とグループコンセプト

### 評価軸「3つのBe」
- 「BE A PLAYER(熱意を持って打ち込める、人間性で魅了できる)」
- 「BE A DREAMER(みんなとの夢を描ける、夢を追い続けられる)」
- 「BE A CHANGER(常に変化できる、変化を楽しめる)」

### グループコンセプト
- 「上品なシティーボーイ」

## 審査方法と順位

### 審査方法
- ミッション①「グループパフォーマンス評価」

### スキルチェック
1位 宮澤遼太朗
2位 三林皇瑛
3位 松原侑輝
4位 髙橋愛生
5位 都築雄哉
6位 上之園京生
7位 松田宝
8位 松村心博
9位 藤野龍
10位 多田亮太
11位 堀内洋之
12位 長尾航大
13位 長谷川湧也
14位 上原諒登

## 14ALL候補生
| 名前       | ローマ字表記       | 年齢 | 出身   |
| ---------- | ------------------ | ---- | ------ |
| 上原諒登   | Uehara Asato       | 16   | 長野   |
| 上之園京生 | Kaminosono Kyosei  | 19   | 鹿児島 |
| 髙橋愛生   | Takahashi Aiki     | 24   | 大阪   |
| 多田亮太   | Tada Ryota         | 22   | 愛媛   |
| 都築雄哉   | Tsuzuki Yuya       | 22   | 愛知   |
| 長尾航大   | Nagao Kodai        | 20   | 北海道 |
| 長谷川湧也 | Hasegawa Yuya      | 18   | 東京   |
| 藤野龍     | Fujino Tatsuki     | 17   | 神奈川 |
| 堀内洋之   | Horiuchi Hiroyuki  | 19   | 香川   |
| 松田宝     | Matsuda Takara     | 18   | 大阪   |
| 松原侑輝   | Matsubara Yuki     | 16   | 東京   |
| 松村心博   | Matsumura Shinhiro | 25   | 青森   |
| 三林皇瑛   | Mitsubayashi Koei  | 20   | 東京   |
| 宮澤遼太朗 | Miyazawa Ryotaro   | 18   | 千葉   |

## 番組内使用楽曲

### ミッション①グループパフォーマンス評価
- CALL CALL CALL! - SEVENTEEN
- FAKE ME FAKE ME OUT - Da-iCE
- 春を告げる - yama

## 14ALL 公式SNS
- 公式HP：http://14all.tokyo/
- Twitter：https://twitter.com/official_14all
- Instagram：https://www.instagram.com/official_14all/
- TikTok：https://vt.tiktok.com/ZSJwLLmWC/
- YouTube：https://www.youtube.com/channel/UCx-BBFYjuvTqueyIcHQaQ5Q

※「14ALL」公式SNSにアップロードされた写真素材はすべて【応援素材】として、商用利用を除き、候補生を応援するための素材活用を積極的に歓迎するという。